# Фильбрих, Йенс
Йенс Фильбрих (нем. Jens Filbrich, 13 марта 1979, Зуль, ГДР) — немецкий лыжник, выступающий за сборную Германии с 1998 года. Участвовал в трёх зимних Олимпийских играх, в 2002 году в Солт-Лейк-Сити выиграл бронзу, в 2006 году в Турине удостоился серебра (обе медали за эстафету). Лучший результат в индивидуальных соревнованиях показал на Олимпиаде 2006 года, финишировав в гонке на 50 км 17-м.
Филбрих является обладателем 7 медалей чемпионатов мира, из них четыре серебряные и три бронзовые. Пять раз становился призёром этапов Кубка мира, два раза вторым и три раза третьим.
Женат, 1 ребёнок.